# Smuggelsprit
Smuggelsprit som term avser alkoholhaltiga drycker som köpts utomlands, för att sedan säljas eller brukas i ett annat land. Det handlar dock inte alltid om regelrätt smuggling, då import för personligt bruk är helt lagligt. I Sverige är åldersgränsen för import 20 år, det vill säga likställd med åldersgränsen för inhandling på Systembolaget.
Populära resemål för svenskar är till exempel Tyskland, som har betydligt billigare rusdrycker än på det svenska Systembolaget. Systembolaget har monopol på försäljning i Sverige av alkoholdrycker som innehåller mer än 3,5 % alkohol. Drycker under denna procentsats får säljas till personer över 18 år i vanliga matbutiker.